# Peça Plomer Cas Voltor
El Cas Voltor (o Cas Inestur) és un escàndol de presumpta corrupció política que va esclatar el 3 de febrer de 2010 amb la detenció de diversos alts càrrecs del parti Unió Mallorquina (UM) en el Govern de les Illes Balears. Arran d'aquestes actuacions policials, el 5 de febrer de 2010 el President Francesc Antich va expulsar Unió Mallorquina del Govern i de les altres institucions en les quals governava l'anomenat Pacte de Progrés, i va afrontar en minoria la resta de la legislatura 2007-2011.
El cas va ser separat, per la titular del Jutjat d'Instrucció número 10 de Palma, María del Carmen Abrines Marti, amb diverses peces separades, de la qual, la número 1 era la que feia referència al regidor d'UM a Sóller, Tomàs Plomer.
Arran de les escoltes telefòniques dins del complex Cas Voltor, es descobrí que Miquel Nadal, exconseller de Turisme del Govern, podria haver influït perquè el regidor d'UM a Sóller, Tomàs Plomer rebés un contracte menor de 12.000 euros per una feina que no va fer. Segons sembla, Plomer es queixava de la poca retribució que rebia de l'ajuntament, demanà ajuda a Nadal, qui influí perquè fes un estudi pel qual no tindria capacitació. Plomer, en ser detingut, ratificà que no havia fet la feina, i això motivà la immediata detenció i posada a disposició judicial de Nadal.
La peça fou jutjada per la Secció primera de l'Audiència de Palma, amb les magistrades Francisca Ramis Roselló, Rocío Martín Hernández i Cristina Díaz Sastre. I es va dictar sentència el 19 d'octubre de 2012. Els implicats eren: Miquel Nadal i Buades (Conseller de Turisme 2008-2009 i President d'UM 2007-2009), Tomas Plomer Amengual (Regidor de Turisme a Sóller per UM. 2007-2011, Joan Sastre Barceló (Director general de Promoció Turística del Govern. 2007-?), Antoni Oliver Enseñat (Director gerent de l'INESTUR 2007-2010) i Luisa Tortella Estrany (Cap d'Àrea de Recerca i Tecnologies Turístiques (CITTIB). Se'ls acusava de delictes de malversació de cabals públics i prevaricació administrativa continuada.
Les demandants eren l'Institut d'Estratègia Turística de les Illes Balears (INESTUR) defensat i representat per la Lletrada de la Comunitat Autònoma de les Illes Balears María dels Àngels Berrocal i el Ministeri fiscal, com a acusació pública, representat per Miguel Àngel Subirán.

## Origen
Tot començà arran d'una denúncia de la Fiscalia del Tribunal Superior de Justícia de Balears. El Jutjat d'Instrucció núm. 10 de Palma per acte de 25 de maig de 2010 va acordar formar la present peça separada, entre d'altres, amb l'ordinal un. Es varen fer els escrits d'acusació per part de l'INESTUR i el Ministeri Fiscal i el 17 de març de 2011 es va dictar l'auto d'obertura de judici oral. Els acusats varen formular els escrits de defensa entre l'abril i el juliol del mateix any. I el judici finalment es va celebrar el 2 i 3 d'octubre de 2012.

### Les acusacions
El fiscal Miguel Ángel Subirán va formular la seva acusació:
a.- L'acusat, Miguel Nadal Buades com a responsable en concepte d'autor en tant que inductor i cooperador necessari del delicte de malversació de cabals públics i del delicte de prevaricació administrativa d'acord. Aquest acusat va dissenyar la contractació arbitrària, va impartir les ordres i instruccions pel que és indultar, al mateix temps donat que tenia plena competència sobre la contractació de l'INESTUR va possibilitar sense impedir-la aquesta contractació fictícia.

b.- L'acusat, Tomás Bartomeur Plomer Amengual com a responsable en concepte d'autor en tant que cooperador necessari del delicte de malversació de cabals públics.

c.- L'acusat, Juan Sastre Barceló com a responsable en concepte de còmplice del delicte de malversació de cabals públics i del delicte de prevaricació administrativa

d.- L'acusat, Antonio Oliver Enseñat com a responsable en concepte d'autor en tant que autor material i cooperador necessari del delicte de malversació de cabals públics i del delicte de prevaricació administrativa

e.- L'acusada, Luisa Tortella Estranya com a responsable en concepte d'autor en tant que autor material i cooperador necessari del delicte de malversació de cabals públics i del delicte de prevaricació administrativa.
Tot i així també es tengué en compte que Tomàs Plomer no ostentava la qualitat de funcionari públic i tenia l'atenuant de reparació del dany, i de confessar els delictes. Tortella, Oliver i Sastre també es tengué en compte l'atenuant de confessar els delictes.
Per això el Ministeri Fiscal demanà per Nadal 4 anys de presó i inhabilitació absoluta per temps de 8 anys per malversació i la d'inhabilitació de 8 anys i 6 mesos per prevaricació. Per Plomer demanà un any de presó (substituïble per dos anys de multa amb una quota diària de 6 euros) i inhabilitació de 5 anys i 6 mesos per malversació. Per Sastre, deu mesos de presó i inhabilitació d'un any, sumat a 21 mesos de no poder ocupar lloc públic per prevaricació. Per Oliver, demanà un any i 6 mesos de presó i el mateix temps d'inhabilitació per malversació i 21 mesos per prevaricació. I per Tortella, el fiscal demanà el mateix que Oliver. I també demanà que entre els cinc retornessin la quantitat malversada de 13.080 € a INESTUR.
L'acusació particular formulada per la Comunitat Autònoma es va adherir a l'escrit del Fiscal.

### Les defenses
Les defenses de Plomer, Sastre, Oliver i Tortella modificaren les seves conclusions i durant el judici també s'adheriren a l'escrit del Ministeri Fiscal i la Comunitat, demostrant així, la plena conformitat amb els fets, la qualificació jurídica, les penes i la responsabilitat civil formulats en la seva contra. Pel que fa a la defensa de Nadal, va elevar a definitives les seves conclusions i demanà la lliure absolució del seu representat.

## Descripció de la peça separada
Segons la sentència aproximadament a l'octubre del 2008, Tomàs Plomer juntament amb Antoni Arbona visitaren a Miquel Nadal, en aquell moment ja conseller de Turisme i, per tant, president de l'INESTUR. Plomer li manifestà que les activitats que havia realitzat per Unió Mallorquina, li havien generat moltes despeses, ja que s'havia de desplaçar a Palma moltes vegades, dur temes d'Antoni Arbona, posar un cambrer al seu bar de Sóller en la seva absència, entre d'altres, i que aquestes despeses havien de compensar-se d'alguna manera. Nadal li contestà "ja t'ho arreglaré". Sempre segons la sentència, Miquel Nadal pagà amb fons públics a Plomer per serveis de partit, assegurant-se la seva fidelitat en un futur. Per realitzar el pagament, Nadal ideà un contracte menor per Plomer. Concretament 12.000 euros més IVA, contractant-lo per l'INESTUR. Nadal ordenà aquesta contractació als acusats Oliver i Sastre que eren qui contractaven i aquests no es negaren tot i que ho podien haver fet pels seus càrrecs de vocal i director gerent respectivament de l'organisme turístic.
Seguint les ordres de Nadal, Oliver ordenà a Tortella que el projecte de pantalles tàctils de la Serra de Tramuntana fossin per a Plomer. I aquesta tampoc es negà com a cap de l'àrea del CITTIB. A principi de 2009 Nadal a través de Sastre ordenà que es realitzés el contracte de Plomer. Tortella el 16 de febrer de 2009 va iniciar l'expedient de contractació mitjançant l'elaboració d'una memòria justificativa. Tomàs Plomer presentà a l'INESTUR l'informe de solvència, el DNI i un Currículum Vitae, que hagué de ser modificat per treballadors del CITTIB per ordre de Tortella, complint a la vegada les ordres donades per Oliver.
El 6 d'abril de 2009, Tortella acordà la proposta de resolució dirigida al director gerent de INESTUR que acordés una resolució per aprovar la despesa de 13.080 € pels serveis com a responsable d'informació turística de les pantalles tàctils de la Serra de Tramuntana a favor de l'empresa Tomàs Plomer Amengual. No consta que hi hagués pressupost previ ni altres sol·licituds. El 27 d'abril de 2009 el Director Gerent de Inestur, Antoni Oliver, va resoldre aprovar la despesa i el 30 d'abril l'INESTUR va abonar dita quantitat al compte corrent de Plomer. No consta que aquest presentés factura que justifiqués el pagament. I curiosament les presentacions de les pantalles tàctils es feu al novembre de 2009, mesos després d'haver cobrat, on assistiren Nadal, Oliver, Tortella i Plomer, entre d'altres.
A final de 2009 hi hagué una reunió a la seu de l'INESTUR a la qual assistiren, Oliver i Tortella entre d'altres. Aquesta reunió es va convocar a conseqüència de la condemna de Bartomeu Vicens Mir (Conseller Executiu del Departament de Territori del Consell Insular), en virtut de la sentència de 17 de desembre de 2009 dins el Cas Son Oms per un cas, bastant similar a aquest. Per això, Oliver en aquesta reunió va ordenar a Tortella que completés l'expedient de contractació de Plomer amb l'informe de resum de feina, conscients que aquest expedient no complia les prescripcions legals de la normativa en la llei de contractes del sector públic. Tortella li ordenà així a una treballadora del CITTIB que redactés l'informe, i aquesta es va oposar dient que qui ho havia de redactar era el mateix Plomer. Després de diverses insistències i de veure perillar el seu lloc de feina, la treballadora va accedir a emetre l'informe en data de 21 de desembre. Plomer firmà l'informe a principis de 2010.
Segons la sentència de l'Audiència de Palma, l'externalització del servei no era necessària per a l'INESTUR, ja que la mateixa feina havia estat realitzada anteriorment per personal de l'àrea turística de diversos ajuntaments com Capdepera i Artà, de manera gratuïta i sense cost addicional. A més, el Plomer no podia esser contractat per l'Administració, ja que ostentava el càrrec de regidor de turisme de Sóller, per la llei d'incompatibilitats. A més no existeix cap empresa ni societat mercantil denominada "Tomás Plomer Amengual".

## Penediment i retorn dels doblers
Tomàs Plomer va reconèixer els fets i la seva intervenció davant la Policia Judicial, declaració que va ratificar en la fase d'instrucció i en el mateix judici. El 2 de març de 2010 ingressà en el compte del jutjat la quantitat malversada de 13.080 €
Luisa Tortella en la seva segona declaració davant la policia va reconèixer la seva intervenció en els fets, i ho va ratificar al jutjat d'instrucció i a la vista oral.
Antoni Oliver, abans del judici, comparegué de manera voluntària davant l'autoritat judicial i va admetre la seva intervenció en els fets, cosa que ratifica en el judici, explicant detalladament la seva intervenció en els mateixos com la de la resta d'acusats. També facilità informació transcendent pel descobriment i aclariment d'altres fets delictius que s'investiguen dins tot el Cas Voltor.
Joan Sastre, durant el judici, va admetre els fets, explicant també detalladament la seva intervenció com la de la resta dels acusats.

## Altres dades
Es varen realitzar gravacions de converses telefòniques, que varen ser admeses com a prova dins el judici. La sentència analitza amb bastant detall que tot el tema és una manera de tenir content a Plomer per part de Nadal en tema de partits, pel fet que en aquell moment hi havia tres "famílies" dins els partit. Els munaristes, els nadalistes i la Lliga Nort.

## Condemnes
- Miquel Nadal: 4 anys de presó i 7 d'inhabilitació per malversació i 8 anys d'inhabilitació per prevaricació administrativa.
- Antoni Oliver: 1 any i 6 mesos de presó i el mateix temps d'inhabilitació absoluta per malversació i 21 mesos d'inhabilitació per prevaricació.
- Luisa Tortella: 1 any i 6 mesos de presó i el mateix temps d'inhabilitació absoluta per malversació i 21 mesos d'inhabilitació per prevaricació.
- Joan Sastre: 10 mesos de presó i 1 any d'inhabilitació per malversació i 21 mesos d'inhabilitació per prevaricació.
- Tomàs Plomer: 1 any de presó i 1 any i 6 mesos d'inhabilitació absoluta per malversació, i multa de 2 anys amb una quota diària de 6 euros.

Una responsabilitat civil de tots cinc d'entregar a Inestur 13.080 € que ja ha ingressat Plomer.

## Tribunal Suprem
La defensa de Miquel Nadal presentà un recurs de cassació davant la Sala Segona del Tribunal Suprem, per infracció del dret a la presumpció d'innocència, vulneració del principi acusatori, per infracció del dret fonamental a la tutela judicial efectiva i per indeguda aplicació dels articles 28 i 72 del Codi Penal.
El 16 de juliol de 2013 es va celebrar la deliberació i votació. Prèviament el Ministeri Fiscal havia sol·licitat la inadmissió de tots els recursos. Finalment la Sala Segona del Suprem, va desestimar el recurs de cassació de Miquel Nadal i el condemna a pagar les costes causades. Els magistrats foren Carlos Granados Pérez, Joaquín Giménez García, Perfecto Andrés Ibáñez, Juan Ramón Berdugo Gómez de la Torre i Antonio del Moral García.